# Ded Moroz. Bitva magov
Ded Moroz. Bitva magov (russisk: Дед Мороз. Битва магов) er en russisk spillefilm fra 2016 af Aleksandr Vojtinskij.

## Medvirkende
- Taisija Vilkova som Marija Petrova
- Marta Timofejeva
- Nikita Volkov som Nikita Krutov
- Fjodor Bondartjuk som Miran Morozov
- Aleksej Kravtjenko som Karatjun